# اچ‌دی ۲۰۲۲۰۶
اچ‌دی ۲۰۲۲۰۶ یک ستاره است که در صورت فلکی بزغاله قرار دارد.